# 堤裕貴
堤 裕貴（つつみ ゆうき、1993年9月21日 - ）は、佐賀県佐賀郡久保田町（現在の佐賀市）出身の元プロ野球選手（内野手）。右投左打。元妻はタレントの木口亜矢。

## 経歴

### プロ入り前
龍谷高1年時から遊撃手のレギュラーに定着した。3年生夏の選手権佐賀大会3回戦で佐賀北高に4-5で敗れるなど、在学中には春夏とも阪神甲子園球場での全国大会への出場経験はなかったが、2011年のNPBドラフト会議でオリックス・バファローズから6巡目で指名。契約金2500万円、年俸500万円（金額は推定）という条件で入団した。入団当初の背番号は62。

### オリックス時代

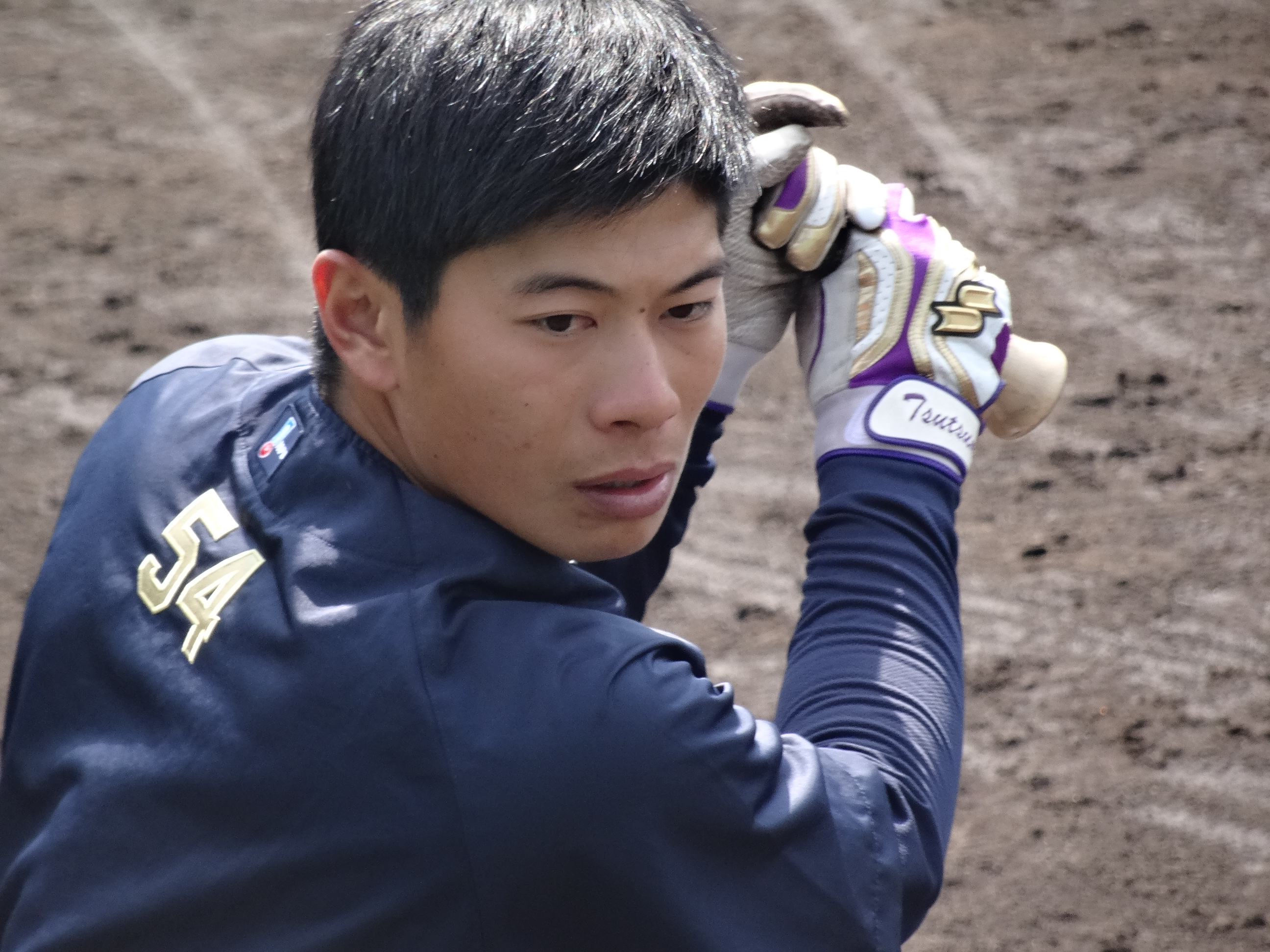
オリックス・バファローズ時代
（2016年3月20日 阪神鳴尾浜球場にて）

2012年は、二軍生活に終始した。
2013年は、ウエスタン・リーグ公式戦でチーム最多の100試合に出場。フレッシュオールスターゲームに、同リーグ選抜のメンバーとして初出場を果たした（詳細後述）。さらに、10月12日の対東北楽天ゴールデンイーグルス戦（日本製紙クリネックススタジアム宮城）では、「2番・二塁手」としてスタメンで一軍デビュー。10月13日の同カードでは、一軍公式戦での初安打・初打点・初盗塁を記録した。なお、シーズン終了後に、背番号を54に変更した。
2014年は、一軍公式戦5試合に出場。前年に続いて、二塁手として先発出場の機会を得たほか、安打と打点を記録する。
2015年は、一軍公式戦5試合に出場したが、無安打でシーズンを終えた。プライベートでは7月にタレントの木口亜矢と結婚した。
2016年は、7月13日の対北海道日本ハムファイターズ戦（京セラドーム大阪）6回裏に代打で犠打を記録。そのまま指名打者に入ったが、8回裏の打席で交代した。結局、一軍公式戦ではこの試合で1打席に立っただけで、10月25日に球団から戦力外通告を受けた。12月2日に、NPBから自由契約選手として公示。

### オリックス退団後
NPB他球団での現役続行を希望していたことから、2016年11月12日には12球団合同トライアウト（阪神甲子園球場）へ参加。シートバッティング形式による6人の投手との対戦で、二塁打1本を含む5打数2安打という結果を残したが、NPB他球団から獲得のオファーを受けるまでには至らなかった。
2017年からは、社会人野球の三菱重工広島でプレー。三菱重工グループの硬式野球部の再編により、2021年は三菱重工East硬式野球部でプレーした。同年シーズン終了をもって退部。
退団後は故郷の佐賀県に戻り、2021年12月に小中学生向けの野球スクール「DKC BASEBALL SCHOOL」を結成して代表を務める。佐賀県佐賀市久保泉町で活動を行う。

## 選手としての特徴
左打ちで広角打法であるのに加え、左翼方向へ強い打球を放てることが特徴。守備範囲が広く、肩も強い。一方、走力の評価は高くない。
自身と同じ九州出身で左打ちの内野手・川﨑宗則のファンで選手としての目標にも挙げている。2014年のオフシーズンには、「青濤館」（当時の合宿所兼室内練習場）での自主トレーニング中に川崎本人と遭遇した。その縁で2016年1月には川崎の自主トレーニングに参加している。

## 人物
高校2年に上がる前、監督の助言もあり守備に自信を持てるようになった頃からプロ入りを意識するようになった。
プロ入りが決まった後、母校の佐賀市立思斉館中学校に野球道具一式を寄贈した。
秋田こまちスタジアムで開かれた2013年のフレッシュオールスターゲームでは、球団側の手違いで試合当日の7月18日に自分のユニフォームがスタジアムに届かなかった。そこで戸田亮（堤と同じくウエスタン・リーグ選抜のメンバーに入っていたオリックスのチームメイト）のユニフォームを借りて試合に出場した。6回表に戸田が登板した際には堤が三塁を守っていたため、「グラウンドに全く同じユニフォームを着た選手が2人いる」という異例の事態に至った。堤自身も6回裏には先頭打者として右翼線へ二塁打を放ったことから、試合後に「戸田に借りを返せたと思います」というコメントを残した。

### 逮捕から不起訴までの一時活動休止
2018年5月24日、広島市安佐南区のスーパーマーケットの駐車場内で堤裕貴が下半身を露出していたところをスーパーの客に通報され、公然わいせつの現行犯で逮捕された。この事件がテレビや新聞などでも報道されたことを受けて当時の妻であった木口亜矢が自身のブログで謝罪するに至った。その後不起訴になったため上記のように契約を解除されることなく活動を再開している。

## 家族
主に東京で芸能活動を展開していた木口は、堤より8歳年上で、2014年春に知人の紹介で知り合ったことを機に意気投合。オリックスの選手として神戸市内へ住んでいた堤との遠距離恋愛の末に、結婚へ至ったという。2015年11月14日に自身の公式ブログで結婚を報告した際には、堤の人柄を「とても優しくすごく（自分を）支えてくれています」という表現で紹介した。また、堤へのサポートを最優先すべく、結婚を機に関西地方で同居を始めていることを明かした。なお、2015年末には、堤の地元・佐賀に近い福岡で結婚式を挙げた。堤がオフシーズンにしか佐賀時代の友人や恩師と会えないことを、木口が配慮したことによる。
結婚直後は、2016年6月8日の深夜に放送された『グサッとアカデミア～中山&林先生の女性に刺さる幸せ講義～』（日本テレビ制作の特別番組）など、全国ネットで放送されるテレビ番組向けの密着取材を木口と揃って受けることがあった。2017年からは、堤の三菱重工広島入社に伴って広島県内で同居。同年11月20日に第一子（長女）を授かった。
2021年、前年に木口と離婚していたことが報道された。

## 詳細情報

### 年度別打撃成績
| 年 度    | 球 団      | 試 合 | 打 席 | 打 数 | 得 点 | 安 打 | 二 塁 打 | 三 塁 打 | 本 塁 打 | 塁 打 | 打 点 | 盗 塁 | 盗 塁 死 | 犠 打 | 犠 飛 | 四 球 | 敬 遠 | 死 球 | 三 振 | 併 殺 打 | 打 率 | 出 塁 率 | 長 打 率 | O P S |
| -------- | ---------- | ----- | ----- | ----- | ----- | ----- | -------- | -------- | -------- | ----- | ----- | ----- | -------- | ----- | ----- | ----- | ----- | ----- | ----- | -------- | ----- | -------- | -------- | ----- |
| 2013     | オリックス | 2     | 8     | 7     | 1     | 1     | 0        | 0        | 0        | 1     | 1     | 1     | 0        | 0     | 0     | 1     | 0     | 0     | 1     | 0        | .143  | .250     | .143     | .393  |
| 2014     | オリックス | 5     | 16    | 14    | 0     | 2     | 0        | 0        | 0        | 2     | 1     | 0     | 0        | 2     | 0     | 0     | 0     | 0     | 2     | 0        | .143  | .143     | .143     | .286  |
| 2015     | オリックス | 6     | 5     | 5     | 0     | 0     | 0        | 0        | 0        | 0     | 0     | 0     | 0        | 0     | 0     | 0     | 0     | 0     | 3     | 0        | .000  | .000     | .000     | .000  |
| 2016     | オリックス | 1     | 1     | 0     | 0     | 0     | 0        | 0        | 0        | 0     | 0     | 0     | 0        | 1     | 0     | 0     | 0     | 0     | 0     | 0        | .000  | .000     | .000     | .000  |
| NPB：4年 | NPB：4年   | 14    | 30    | 26    | 1     | 3     | 0        | 0        | 0        | 3     | 2     | 1     | 0        | 3     | 0     | 1     | 0     | 0     | 6     | 0        | .115  | .148     | .115     | .264  |

### 年度別守備成績
内野守備
| 年 度 | 球 団      | 二塁  | 二塁  | 二塁  | 二塁  | 二塁  | 二塁     | 三塁  | 三塁  | 三塁  | 三塁  | 三塁  | 三塁     |
| 年 度 | 球 団      | 試 合 | 刺 殺 | 補 殺 | 失 策 | 併 殺 | 守 備 率 | 試 合 | 刺 殺 | 補 殺 | 失 策 | 併 殺 | 守 備 率 |
| ----- | ---------- | ----- | ----- | ----- | ----- | ----- | -------- | ----- | ----- | ----- | ----- | ----- | -------- |
| 2013  | オリックス | 2     | 2     | 7     | 0     | 1     | 1.000    | -     | -     | -     | -     | -     | -        |
| 2014  | オリックス | 5     | 12    | 14    | 0     | 1     | 1.000    | -     | -     | -     | -     | -     | -        |
| 2015  | オリックス | 1     | 0     | 1     | 0     | 0     | 1.000    | 2     | 0     | 4     | 0     | 0     | 1.000    |
| 通算  | 通算       | 8     | 14    | 22    | 0     | 2     | 1.000    | 2     | 0     | 4     | 0     | 0     | 1.000    |

### 記録
- 初出場・初先発出場：2013年10月12日、対東北楽天ゴールデンイーグルス23回戦（日本製紙クリネックススタジアム宮城）、「2番・二塁手」で先発出場
- 初打席：同上、1回表に則本昂大から左飛
- 初安打・初打点：2013年10月13日、対東北楽天ゴールデンイーグルス24回戦（日本製紙クリネックススタジアム宮城）、8回表に福山博之から遊撃適時内野安打
- 初盗塁：同上、8回表に二盗（投手：福山博之、捕手：嶋基宏）

### 背番号
- 62（2012年 - 2013年）
- 54（2014年 - 2016年）